# Distrito electoral de Hebron North (condado de Thayer, Nebraska)
Hebron North (en inglés: Hebron North Precinct) es un distrito electoral ubicado en el condado de Thayer en el estado estadounidense de Nebraska. En el Censo de 2010 tenía una población de 126 habitantes y una densidad poblacional de 1,18 personas por km².

## Geografía
Hebron North se encuentra ubicado en las coordenadas 40°11′58″N 97°34′6″O / 40.19944, -97.56833. Según la Oficina del Censo de los Estados Unidos, Hebron North tiene una superficie total de 107.17 km², de la cual 107.07 km² corresponden a tierra firme y (0.09%) 0.1 km² es agua.

## Demografía
Según el censo de 2010, había 126 personas residiendo en Hebron North. La densidad de población era de 1,18 hab./km². De los 126 habitantes, Hebron North estaba compuesto por el 97.62% blancos, el 0.79% eran afroamericanos, el 0.79% eran amerindios, el 0% eran asiáticos, el 0% eran isleños del Pacífico, el 0% eran de otras razas y el 0.79% pertenecían a dos o más razas. Del total de la población el 3.17% eran hispanos o latinos de cualquier raza.